# منشفة قماشية

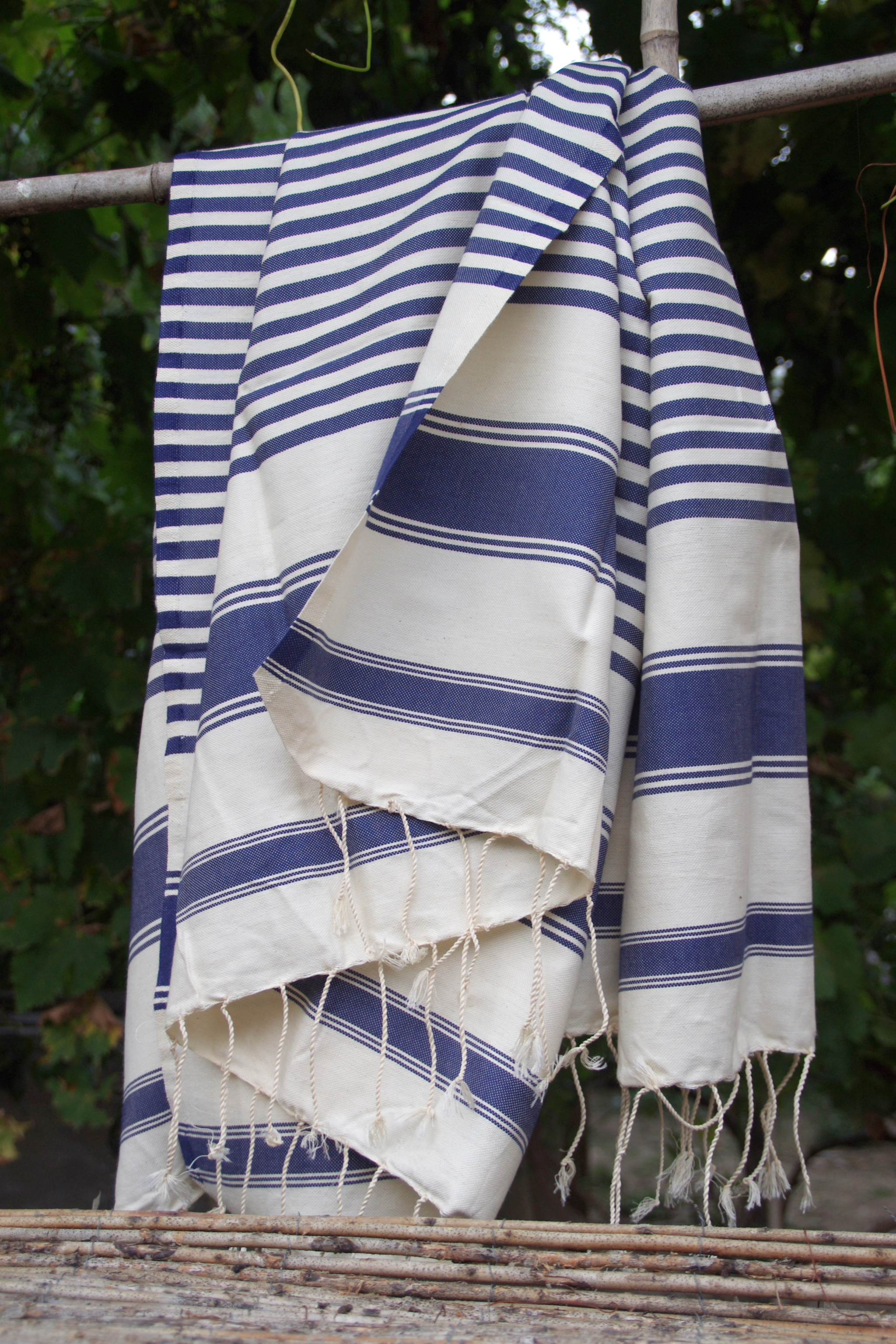

المنشفة القماشية (بالإنجليزية: Fouta)‏، أو (باللهجة المصرية:الفوطة) هي قطعة من القطن الرقيق المنقوش أو نسيج الكتان الذي يصنع بكثرة في حضوض البحر المتوسط وخاصة الجهة الجنوبية من حوض البحر المتوسط، يتم استخدامها من قبل الرجال أو النساء، ويتم لف الجسم بها في أحواض السباحة والحمامات العامة وأيضا الحمامات المنزلية وأثناء السباحة النهرية في بعض الأحيان. وفي القرن التاسع عشر كانت تستخدم في الحمامات العامة في سوريا بشكل كبير جدا، وفي الجزائر كان يتم ارتدائها فوق السراويل النسائية والرجالية، وبالمثل، في بعض أجزاء جنوب السعودية، كان الرجال يرتدون الفوتا كمفرشة تحت الجلباب، أو في حد ذاته أثناء الاسترخاء في المنزل.